# Omniglot
Omniglot je online encyklopedie zaměřená na jazyky a písma.

## Etymologie
Název Omniglot pochází z latinské předpony omnis (znamenající vše) a řeckého kořene γλωσσα (glossa, znamenajícího jazyk).

## Historie
Webovou stránku Omniglot založil Simon Ager z Velké Británie v roce 1998, původně jako službu pro webdesign a překlady. Jak Ager shromažďoval a přidával více informací o jazycích a různých písmech, projekt se vyvinul v encyklopedii o jazycích. Poskytuje referenční materiály o přibližně 300 písmech používaných v různých jazycích, o více než 1 000 umělých a fiktivních písmech a také materiály o jazycích (základní informace o jazycích, ukázky jednotlivých jazyků). K listopadu 2024 obsahoval Omniglot informace o více než 2 100 jazycích.